# Mandres-la-Côte
Mandres-la-Côte é uma comuna francesa na região administrativa de Grande Leste, no departamento de Haute-Marne. Estende-se por uma área de 11,3 km². Em 2010 a comuna tinha 554 habitantes (densidade: 49 hab./km²).